# ابیملک (داوران)

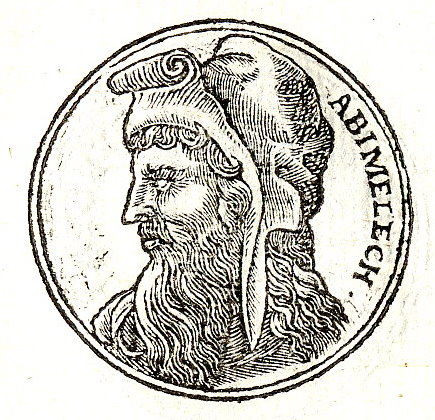
ابیملک

ابی ملک (عبری: אבימאלאק یا אֲבִימֶלֶךְ به معنی «پدر پادشاه» یا «پدر من شاه است») از شخصیت‌های تنخ یهودی و عهد عتیق در انجیل است که نامش نخستین بار در کتاب داوران به عنوان هفتیمن داور طوایف بنی‌اسرائیل، که پس از جدعون و پیش از تولع داوری داشته، ذکر شده‌است. نام ابیملک هم در بین عبرانیان و هم در بین مصریان و فلسطینیان رواج داشت.
او اولین پادشاه اسراییل بود که از سال ۱۱۷۰ تا ۱۱۶۸ قبل از میلاد اولین تجربه دولت_پادشاه قوم بنی اسرائیل است.
ابیملک پسر جدعون از زن متعه‌اش بود؛ که پس از مرگ پدرش در عفرا، هفتاد نفر از برادران خود را روی سنگی که پدرش برای یهوه  ساخته بود ذبح کرد و تنها یوتام کوچک‌ترین پسر جدعون که در غاری پنهان شده بود، زنده ماند با کشته شدن دیگر پسران جدعون در سال۱۱۷۰ قبل از میلاد، مردم شکیم و بیت‌ملوا در زیر درخت بلوطی ابیملک را به پادشاهی و داوری برگزیدند. یوتام علیه ابیملک خطبه‌ای خواند که چنین آمده‌است:
۷ ای مردم شکیم، سخن مرا بشنوید تا خدا سخن شما را بشنود.
۸ زمانی درخت‌ها خواستند برای خود پادشاهی برگزینند، روانه شدند و به درخت زیتون گفتند که بیا و بر ما پادشاهی کن.
۹ درخت زیتون به ایشان گفت آیا شود که روغن خود را که خدا و مردم مرا برای آن عزیز می‌دارند، رها کنم و برای این که بر درختان مسلط شوم، با شما روانه شوم؟
۱۰ بعد از آن درختان به درخت انجیر گفتند که تو بیا و بر ما پادشاهی کن.
۱۱ اما درخت انجیر به ایشان گفت که آیا شود که شیرینی و خوشی میوه خود را واگذارم و برای تسلط بر درختان، با شما روانه شوم؟
۱۲ پس از آن به درخت تاک گفتند که تو بیا و بر ما پادشاهی کن.
۱۳ اما تاک به ایشان گفت آیا شود که من شیره خود را که شادی را از برای انسان می‌آورد واگذارم و برای تسلط بر درختان با شما روانه شوم؟
۱۴ پس از آن درختان همه به خار گفتند که تو بیا و بر ما پادشاهی کن.
۱۵ خار به درختان گفت که اگر شما به راستی مرا با خودتان ببرید و پادشاهم سازید، بیایید و در سایه من پناه گیرید وگرنه آتش از خار بیرون آید و سروهای آزاد بسوزند.
۱۶ پس حال اگر به راستی و صدق رفتار کردید در حالی‌که ابی‌ملک را پادشاه خود کردید و اگر با یربعل جدعون و خانواده‌اش به نیکویی رفتار کردید.
۱۷ و حال این‌که پدرم برای شما جنگ کرد و جان خود را به خطر انداخت و شما را از دست مدیانیان که بر شما سلطه یافته بودند، رهانید.
۱۸ اما امروز شما به خانواده پدرم برخاسته و پسرانش را که هفتاد تن بودند؛ بالای یک سنگ کشتید و ابی‌ملک که پسر کنیزک او و زاده زنی متعه بود؛ او را بر مردم شکیم پادشاه کردید.
۱۹ اما امروز شما به خانواده پدرم برخاسته و پسرانش را که هفتاد تن بودند؛ بالای یک سنگ کشتید و ابی‌ملک که پسر کنیزک او و زاده زنی متعه بود؛ او را بر مردم شکیم پادشاه کردید.
۲۰ پس اگر به راستی رفتار کرده‌اید، از ابی‌ملک شاد باشید و او نیز از شما شاد باشد.
۲۱ وگرنه آتش از ابی‌ملک بیرون آید و مردم شکیم و بیت‌ملو را بسوزاند و آتش از مردم شکیم و بیت‌ملو بیرون آید و ابی‌ملک را بسوزاند.
داوران باب نهم، آیات ۷-۲۱
بر اساس تورات، ابیملک سه‌سال بر قبایل اسرائیل پادشاهی  کرد و اهالی شکیم هفتاد مثقال نقره از معبد بعل به وی هدیه دادند؛ تا این که روح شریری بین اهالی شکیم و ابیملک تفرقه انداخت و اهل شکیم به ابیملک خیانت ورزیدند؛ به طوری‌که بر قله کوه‌ها برای وی تله گذاشتند و فرستادگان وی را غارت و راهزنی می‌کردند. در شهر نیز رئیس یاغیان جعل بن عابد بود. زبول رئیس شهر قاصدانی به نزد ابیملک فرستاده و وی را در جریان توطئه جعل قرار داد. سرانجام ابیملک با قومی که همراهمش بودند، نیمه‌شب برخاست و در مقابله شکیم به کمین نشست. چون جعل پسر عابد بیرون آمد؛ در دو روز با او جنگ کرد؛ سرانجام او را منهدم کرد و اهالی شکیم را قتل‌عام نمود و در خاک آن نمک کاشت. وی قلعه بیت‌ایل بریت را که اهالی شکیم به آن پناه برده بودند، سوزانید. او پس از منهدم کردن شکیم به تاباص (طیبس)  (توبص  امروزی در شانزده کیلومتری شمال شرقی نابلس) رفت. اهالی تاباص درها را به روی خود بسته و به بام برج شتافتند. ابیملک به نزدیک برج آمده و با آنان جنگید؛ اما چون در نزدیک دروازه برج قصد آتش زدن آن را دشت، یکی از زنان شهر با سنگ آسیایی روی سرش انداخت و آسیب مهلکی دید اما نخواست به خفت و خواری بمیرد و به یکی از محافظان دستور داد نیزه ای در شکمش فرو کند و دفتر عمر او را ببندد. با کشته شدن ابیملک، مردم شکیم دوباره بر بنی‌اسرائیل تسلط یافتند.
نخستین تجربه اسرائیلیان در تاسیس دولت واحد ثمره تلخی داده بود و دولت و پادشاه چز ستم خاصیت دیگری نشان نداده بود و ۱۵۷ سال باید می گذشت تا اسرائیلیان این تجربه تلخ را از یاد برده و دوباره خواستار پادشاه و دولت شوند.